# Sillon infra-orbitaire
Le sillon infra-orbitaire est une gouttière osseuse située au milieu de la partie postérieure de la surface orbitaire de l'os maxillaire.

## Structure
Le sillon infra-orbitaire débute au milieu du bord postérieur de la face orbitaire du corps du maxillaire. Il passe en avant, en bas et en dedans pour se continuer par le canal infra-orbitaire.
Le sillon infra-orbitaire a une longueur moyenne de 16,7 mm, avec une petite variation entre les personnes.

## Fonction
Il permet le passage de l'artère infra-orbitaire, de la veine infra-orbitaire et du nerf infra-orbitaire.

## Aspect clinique
Le sillon sous-orbitaire est un repère chirurgical important pour l'anesthésie locale du nerf infra-orbitaire.